# Lalitpur (India)
Lalitpur è una suddivisione dell'India, classificata come municipal board, di 111 810 abitanti, capoluogo del distretto di Lalitpur, nello stato federato dell'Uttar Pradesh. In base al numero di abitanti la città rientra nella classe I (da 100 000 persone in su).

## Geografia fisica
La città è situata a 24° 40' 60 N e 78° 25' 0 E e ha un'altitudine di 427 m s.l.m.

## Società

### Evoluzione demografica
Al censimento del 2001 la popolazione di Lalitpur assommava a 111 810 persone, delle quali 58 901 maschi e 52 909 femmine. I bambini di età inferiore o uguale ai sei anni assommavano a 17 424, dei quali 9 270 maschi e 8 154 femmine. Infine, coloro che erano in grado di saper almeno leggere e scrivere erano 72 284, dei quali 42 753 maschi e 29 531 femmine.